# Кодекс киллера
«Кодекс киллера» (англ. The Protégé) — американский боевик-триллер, снятый Мартином Кэмпбеллом по сценарию Ричарда Уэнка. В главных ролях: Майкл Китон, Самюэль Л. Джексон и Мэгги Кью. В США фильм вышел 20 августа 2021 года. В России фильм вышел 19 августа 2021 года.

## Сюжет
Спасённая в детстве легендарным убийцей Муди, Анна является самым опытным наёмным убийцей в мире. Однако, когда Муди жестоко убивают, она клянётся отомстить за человека, который научил её всему, что она знает.

## В ролях
- Мэгги Кью — Анна Даттон
- Майкл Китон — Майкл Рембрандт
- Самюэль Л. Джексон — Муди Даттон
- Роберт Патрик — Билли Бой
- Патрик Малахайд — Джоссино Воль
- Рэй Фирон — Дюке
- Велизар Бинев — дон Преда

## Производство
В октябре 2017 года было анонсировано, что Гун Ли примет участие в фильме, тогда ещё носившем название «Ана», а Мартин Кэмпбелл выступит режиссёром по сценарию Ричарда Уэнка. В ноябре 2019 года было объявлено, что Майкл Китон, Самюэль Л. Джексон и Мэгги Кью примут участие в фильме.
Съёмочный период начался в январе 2020 года. Съёмки проходили в Бухаресте, Лондоне и Дананге.